# Đinh Ngọc Duy
Đinh Ngọc Duy là một sĩ quan cấp cao trong Quân đội nhân dân Việt Nam, hàm Trung tướng, Tiến sĩ, nguyên Giám đốc Bệnh viện Trung ương Quân đội 108.

## Thân thế và sự nghiệp
Ông người dân tộc Tày, quê tại Bắc Kạn
Tốt nghiệp Học viện Quân Y
Trung tướng TS. Đinh Ngọc Duy – Nguyên Giám đốc Bệnh viện Trung ương Quân đội 108 (1998-2008)– Trưởng ban liên lạc đồng đội quân y Tây Nguyên 
Năm 2008, ông nghỉ hưu theo chế độ 